# Andrzej Grzyb (1952–2016)

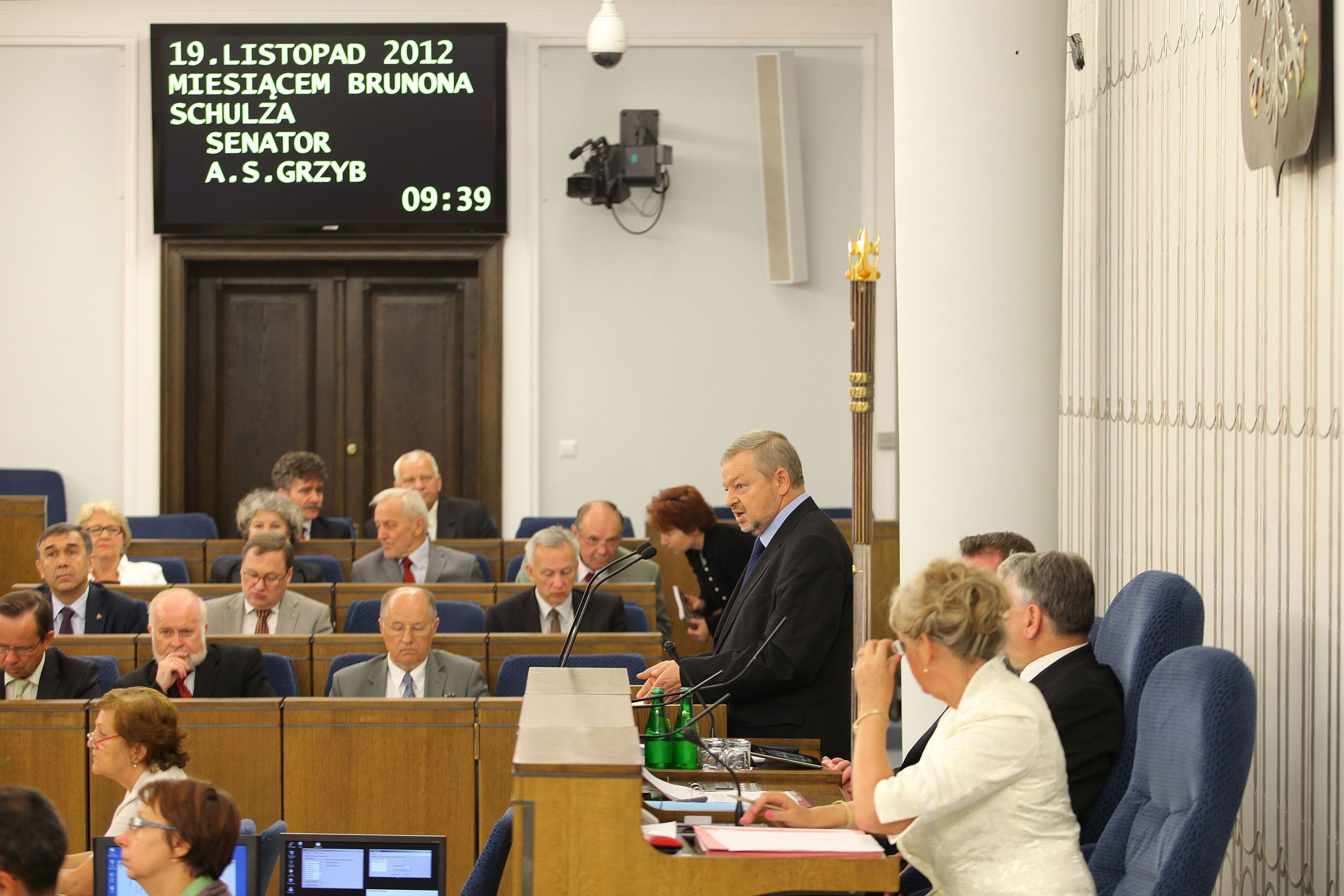
Andrzej Grzyb przemawiający podczas 17. posiedzenia Senatu RP VIII kadencji

Andrzej Stefan Grzyb (ur. 7 czerwca 1952 w Złym Mięsie, zm. 5 lipca 2016) – polski polityk, samorządowiec, pisarz, poeta i regionalista, senator VII i VIII kadencji.

## Życiorys
Jego rodzicami byli Stefan i Anna z domu Fleming. Uczęszczał do Szkoły Podstawowej w Czarnej Wodzie. Ukończył I Liceum Ogólnokształcące im. Marii Skłodowskiej-Curie w Starogardzie Gdańskim, a następnie studia z zakresu filologii polskiej na Uniwersytecie Gdańskim. Pracował w prywatnych przedsiębiorstwach. W latach 90. sprawował urząd burmistrza Czarnej Wody. Od 1998 do 2002 pełnił funkcję starosty powiatu starogardzkiego. W latach 2002–2007 zasiadał w sejmiku pomorskim, zajmując w nim stanowisko wiceprzewodniczącego.
W wyborach parlamentarnych w 2007 z ramienia Platformy Obywatelskiej uzyskał mandat senatora VII kadencji w okręgu gdańskim, otrzymując 179 414 głosów. W 2011 z powodzeniem ubiegał się o reelekcję, w nowym okręgu jednomandatowym dostał 70 345 głosów. W 2015 nie kandydował na kolejną kadencję.
Był także pisarzem i poetą, debiutował w czasopiśmie „Pomerania”. Opublikował łącznie ponad 20 książek. W drugiej połowie lat 70. był członkiem grupy literackiej Wspólność . Należał do Zrzeszenia Kaszubsko-Pomorskiego.
Zmarł 5 lipca 2016. Pogrzeb Andrzeja Grzyba odbył się 9 lipca 2016, został pochowany na cmentarzu w Czarnej Wodzie.

## Wybrane publikacje
Autor takich publikacji jak:
- Skrajem lasów – Gdańsk 1975,
- Pejzaż okoliczny – 1979,
- Lustra pamięci – 1983,
- Zawsze – 1984,
- Bajeczny ogród – 1987,
- Gdańskie – 1991,
- Jak Jan ku morzu wędrował – 1987,
- Stwory – 1988,
- Nieznajomej – 1993,
- Cierpka tajemnica świata – 1996,
- Malowane bajki (pod pseud. Andrzej S. Fleming) – 1997, 2003,
- Wiersze i małe prozy – 1998,
- Baśnie z Kociewia – 2001,
- Ścieżka przez las, Czarna krew – 2003,
- Prozy małe i mniejsze – 2002,
- Niecodziennik pomorski – 2004,
- W krainie zapomnianej baśni – 2005,
- Łososie w krainie niedźwiedzi – 2005,
- Jan Konrad – siedem żywotów i prawdziwa śmierć – 2006,
- Dorsze z fiordów Wikingów – 2006,
- Nieugaszone pragnienie – 2007,
- Niechby i w niebie były szczupaki – 2007.